# 格雷的五十道陰影：自由 (電影)
《格雷的五十道陰影：自由》（英語：Fifty Shades Freed）是一部2018年上映的美國情色愛情電影，由詹姆斯·佛利執導，尼爾·倫納德擔任編劇，根據E·L·詹姆絲的同名小說改編。此是《格雷的五十道陰影》電影系列的最終章，並繼續由傑米·道南和達珂塔·強生分別飾演克里斯欽及安娜塔希婭，故事講述新婚的安娜與克里斯欽被安娜的前上司騷擾，他們必須要面對過去的事。
《格雷的五十道陰影：自由》的主體拍攝伴隨著上集電影於2016年2月同時在巴黎及溫哥華進行拍攝，並定於2018年2月9日在美國上映；此電影設有IMAX版本作有限放映。電影於全球已賺得3.68億美元，然而它跟兩部上集電影一樣獲得負評，其批評旨在其劇本及演出上。

## 劇情
延續上集電影，安娜與格雷已結為夫妻。然而，新婚中的他們卻收到格雷企業總部遭到非法闖入的消息，因此不得不縮短充滿異國情調的蜜月假期，並折返回到西雅圖。之後他們發現被偷走了一些電腦文件，監視器辨識到的入侵者是安娜的前上司傑克·海德，他之前因為性侵犯罪行而被解僱。同時，安娜獲得新的私人安全團隊的保護。
格雷買下一棟新房子給安娜驚喜，並且聘請女建築師芝雅·馬泰奧為他們重建。芝雅是位有魅力的年輕女性，然而她卻在安娜的面前公然挑逗格雷，此舉讓安娜感到驚愕。因此安娜私下威脅芝雅，指出若是她繼續出現這種行為，將會強迫終止合作。
某一次格雷出差的時候，安娜無視格雷希望她留在家中的叮囑，跟好友凱特一起外出喝酒，而凱特正在跟格雷的哥哥艾略特交往，她向安娜傾訴他們二人的關係可能會失敗告終，而艾略特正與那位女建築師芝雅密切合作，這讓凱特不得不懷疑他們的關係。
當安娜回到家時，她遇到傑克·海德，他試圖綁架安娜，卻被安娜的私人安全團隊制服並遭到逮捕。事後格雷為了她偷偷外出見凱特而跟她爭論，安娜譴責格雷有過份的控制慾及佔有慾，並要求有更多的自由。不久之後，格雷替安娜準備一趟到艾斯潘（Aspen）的驚喜之旅，旅程中帶上凱特、艾略特、米婭和何塞......。
旅程中，格雷與安娜繼續他們色情的性愛實驗，然而當安娜宣布她懷孕後，事情就變得複雜了。格雷深感不安，他指出自己在他們在一起的早期另有計劃，他離開安娜，在長夜中漫漫的狂飲。翌日，安娜發現格雷最近跟他的前女友，BDSM的主人伊琳娜·林肯（金·貝辛格 飾）聯繫。不久之後，傑克·海德以50萬美元交保獲釋，他致電安娜，指自己綁架了格雷的妹妹蜜雅，要求他們交出贖金。海德要求在兩個小時內收到500萬美元的現金，否則蜜雅將會被殺。他警告安娜不可以告訴任何人，並要求她獨自帶著這筆錢前往交易。安娜從房子的保險箱裡拿了一些現金和左輪手槍，然後到銀行提取全額現金，銀行經理認為安娜形跡可疑，而連絡格雷。格雷認為安娜是要離開自己，但後來注意到海德最近獲釋的巧合，聯想到安娜為何突然需要大量現金。
海德指示安娜進入停放在巷子裡的汽車內，並將她的手機交給司機丟棄。安娜利用銀行經理借來的電話來欺騙海德。她從後門走出去，發現司機和傑克的幫兇就是她的同事，利茲。安娜帶著這筆金錢到達了指定地點，有精神病且記仇的海德襲擊安娜，踢她的腹部，利茲試圖阻止海德，安娜取出手槍並射擊海德的腿。格雷與他的保全團隊透過電子方式追蹤到安娜的手機，趕往現場緝拿海德和利茲。當安娜聽到格雷的聲音後便昏了過去。
三天後，安娜在醫院的病床中醒來，格雷陪伴在身邊。雖然格雷為安娜的魯莽感到氣憤，但作為父親的他仍然感到很焦慮，格雷終意識到他們的寶寶對安娜來說有多重要，兩人終於和解。格雷的養母葛蕾絲向他保證指安娜不會離他而去。隔天安娜出院返家，格雷的私家偵探韋爾奇查出的報告指出，格雷跟海德是來自同一個寄養家庭。據悉，海德勒索利茲成為他的幫兇。安娜與格雷後來追蹤到格雷生母被埋葬的地方；他們前往該處，格雷在生母的墳墓前獻上鮮花。
兩年後，格雷與安娜的兒子命名為西奧多（Theodore），而安娜的腹中也懷有他們的第二個孩子。

## 演員
- 達珂塔·強生（Dakota Mayi Johnson）飾 安娜塔希婭·史迪爾-格雷（Anastasia "Ana" Steele-Grey）
- 傑米·道南（James "Jamie" Dornan）飾 克里斯欽·格雷（Christian Grey）
- 埃瑞克·約翰遜（Eric Johann Johnson）飾 傑克·海德（Jack Hyde），安娜在西雅圖獨立出版社的前上司。
- 盧克·格里姆斯（Luke Timothy Grimes）飾 艾略特·格雷（Elliot Grey），克里斯欽和美雅的哥哥，凱瑟琳·卡瓦納的未婚夫。
- 埃洛斯·蒙福德（Eloise Mumford）飾 凱瑟琳·卡瓦納（Katherine Kavanagh），安娜的好友兼艾略特·格雷的未婚妻。
- 馬西雅·蓋·哈登（Marcia Gay Harden）飾 葛蕾絲·崔弗蓮·格雷博士（Dr. Grace Trevelyan Grey），格雷家的養母。
- 瑞塔·奥拉（Rita Ora）飾 美雅·格雷（Mia Grey），格雷家的養女，克里斯欽和艾略特的妹妹。
- 詹妮弗·艾莉（Jennifer Ehle）飾 卡拉·梅·威爾克斯（Carla May Wilks），安娜的母親。
- 卡倫·基斯·雷尼（Callum Keith Rennie）飾 雷（Ray），安娜的前繼父。
- 埃洛斯·蒙福德（Amy Price-Francis）飾 莉茲·摩根（Liz Morgan），傑克·海德的同黨。
- 泰勒·霍奇林（Tyler Hoechlin）飾 博伊斯·福克斯（Boyce Fox），西雅圖獨立出版社的人氣作家。
- 阿什利·萊思羅普（Ashleigh LaThrop）飾 漢娜（Hannah），安娜的同事兼朋友。
- 布魯斯·奧特曼（Bruce Altman）飾 傑里·羅奇（Jerry Roach）。
- 維克多·橫梁（Victor Rasuk）飾 何塞·羅德里格斯（José Rodriguez），安娜的朋友之一。
- 阿莉爾·凱貝爾（Arielle Kebbel）飾 芝雅·馬泰奧（Gia Matteo），艾略特·格雷推薦的建築師，替克里斯欽和安娜設計未來的新居。
- 費伊·馬斯特森（Fay Masterson）飾 蓋爾·瓊斯（Gail Jones），克里斯欽的管家。
- 希羅·神奈川（Hiro Kanagawa）飾 偵探克拉克。
- 馬克斯·馬蒂尼（Max Martini）飾 傑森·泰勒（Jason Taylor），克里斯蒂安的保鏢。
- Robinne Lee（Robinne Lee）飾 羅斯·貝利（Ros Bailey），克里斯蒂安的保鏢二把手。
- 布蘭特·道格爾迪（Brant Daugherty）飾 盧克·索耶（Luke Sawyer），安娜的保鏢。
- 金·貝辛格（Kim Basinger）飾 伊琳娜·林肯（Elena Lincoln），格雷的生意伙伴兼BDSM前主人。

## 製作
該系列小說的首個電影改編是由米高·德盧卡與環球影業及焦點影業於2012年3月獲得三部曲的改編權而製作。同年的2月6日，導演薩姆·泰勒-約翰遜於紐約市的粉絲放映會上宣布該小說的續集《格雷的五十道色戒2》及《格雷的五十道色戒3》也會進行改編，預期於2016年發布。在消息公布之後，泰勒-約翰遜向《數碼間諜》說：「這不是我的決定（返回工作崗位），我也沒有參與任何討論。」
2015年11月12日，《TheWrap》確認詹姆斯·福萊將會執導這兩部續集，電影將於2016年以背靠背方式進行拍攝，尼爾·倫納德（Niall Leonard）編寫劇本，和米高·德盧卡及戴納·布魯內蒂會隨著EL·詹姆絲及馬克斯·維斯迪（Marcus Viscidi）回歸擔任製片的工作。狄高達·莊遜及占美·杜倫將會重返延續角色。
2016年2月8日，阿莉爾·凱貝爾將會飾演芝雅·馬特奧（Gia Matteo），克里斯欽聘請回來為他和安娜的新居進行室內設計的漂亮建築師。2016年2月12日，埃瑞克·約翰遜落實飾演安娜的前上司及跟蹤者傑克·海德。2016年2月20日，布蘭特·道格爾迪簽約飾演安娜的私人保鏢索耶。

### 拍攝
2015年11月，環球影業宣布《格雷的五十道陰影：束縛》將與本片以背靠背的方式拍攝，主要拍攝於2016年年初開始，拍攝於2016年2月9日至7月12日在巴黎及溫哥華取景，當時的暫定名稱為「馬克斯和班克斯進一步的冒險2&3」。

### 音樂
由芮塔·歐拉及連恩·佩恩合唱的歌曲《For You》，成為了電影配樂的首支單曲，歌曲於2018年1月5日發布。該電影的原聲曲目於2018年1月8日發布，當中包括茱莉亞·米高斯、希雅、潔西·J、Black Atlass、艾麗·高登、希莉·施丹菲、杜娃·黎波、Miike Snow的22首歌曲專輯。

## 發行
《格雷的五十道陰影：自由》定於2018年2月9日由環球影業發行。一段調情的預告片於2017年9月10日發布，而正式的電影預告片稍後於11月6日發布。

### 票房
截至2018年4月5日，《格雷的五十道陰影：自由》於美國和加拿大的收益共$100,407,760美元，其他地區共$267,900,000美元，全球總收益為$368,307,760美元，對比$5,500萬美元的製作預算。
在美國和加拿大，《格雷的五十道陰影：自由》與《15:17 巴黎列車》、《比得兔》同天上映並競爭，外界預估《格雷的五十道陰影：自由》於開畫週末能從3,768間戲院中獲得3,700萬至4,000萬美元的票房。電影從周四晚上的預覽中賺得$560萬美元，比去年《格雷的五十道色戒2》收益的$570萬美元下降了2%。它最終在開畫周末的放映創造了$3,860萬美元的收益，這是三部曲中票房最低的一部，但仍足以在票房排名首位。電影在情人節當天收入達$1,080萬美元，成為工作日假期第三的最高票房，繼《再說一次我願意》（2012年的$1,160萬美元）及《格雷的五十道色戒2》（$1,100萬美元）之後，在5天的票房達到$5,610萬美元。在開畫的第二個周末，電影賺得$1,730萬美元，收益下跌了55.1%（比上一輯電影略勝一籌），繼後來的電影《黑豹》及《比得兔》之後排名第三。
在國際市場上，電影預計能在首三天內從57個國家，包括法國、德國、英國、澳洲、巴西、墨西哥和日本等當中獲得8,000萬至9,000萬美元全球上映的收入，全球的首週末上映預計能獲得1.13億至1.3億美元的票房。電影的全球首週票房達$1.369億美元，比上一部電影減少了7%，但仍在57個市場中有54個排名第一，其主要國家是德國（1,070萬美元）、英國（880萬美元）及法國（870萬美元）。

### 評價
根據評論網站《爛番茄》，電影基於144個評論，得到12%超低鮮度，平均得分為3.2/10。該網站的關鍵共識寫道：「《格雷的五十道陰影：自由》為挑逗性的三部曲帶來了一個笨拙的結論，製作一部加起來明顯地不滿意的三角家庭之電影專營權。」觀眾評價亦給出平均43%評分。在《Metacritic》，根據41個評論的觀點，電影的平均得分為31分，意思是「普遍不利的評論」。在《影院評分》的觀眾投票中，在A+至F的評級上，這部電影的平均等級為「B+」，而上一輯電影《格雷的五十道陰影2》也獲得相同的分數，而《comScore》報導指56％的女性（開畫周末佔81％）給予此電影「明確推薦」的評論。

## 書籍
| 出版日期 | 書名                          | 作者      | 譯者   | 出版社 | ISBN               |
| -------- | ----------------------------- | --------- | ------ | ------ | ------------------ |
| 2012年   | 《格雷的五十道陰影I：調教》   | E L詹姆絲 | 朱立雅 | 春光   | ISBN 9789865922023 |
| 2012年   | 《格雷的五十道陰影II：束縛》  | E L詹姆絲 | 朱立雅 | 春光   | ISBN 9789865922085 |
| 2013年   | 《格雷的五十道陰影III：自由》 | E L詹姆絲 | 朱立雅 | 春光   | ISBN 9789865922160 |